# Caratê nos Jogos Pan-Americanos de 2023 - Kata individual feminino
O evento do kata individual feminino do caratê nos Jogos Pan-Americanos de 2023 foi disputado em 3 de novembro de 2023 no Centro de Esportes de Contato, em Ñuñoa. Um total de oito caratecas, cada uma representando um Comitê Olímpico Nacional (CON), participaram do evento.

## Medalhistas
| Ouro   | USA Sakura Kokumai                     |
| Prata  | COL Valentina Zapata                   |
| Bronze | CAN Claudia Laos-Loo VEN Andrea Armada |

## Resultados

### Fase de grupos
As oito caratecas foram divididas em dois grupos, onde cada uma realiza três confrontos contra as adversários do grupo. As duas primeiras de cada um disputam a medalha de ouro, enquanto a segundo e terceiro colocadas avançam para as disputas da medalha de bronze (segunda de um grupo contra terceira do outro).

#### Grupo A
| Pos. | Carateca             | V | D | Pts |
| ---- | -------------------- | - | - | --- |
| 1    | COL Valentina Zapata | 3 | 0 | 9   |
| 2    | CAN Claudia Laos-Loo | 1 | 2 | 3   |
| 3    | VEN Andrea Armada    | 1 | 2 | 3   |
| 4    | ECU Cristina Orbe    | 1 | 2 | 3   |

|                      | Resultado   |                      |
| -------------------- | ----------- | -------------------- |
| VEN Andrea Armada    | 39.80–40.50 | COL Valentina Zapata |
| ECU Cristina Orbe    | 38.30–39.60 | CAN Claudia Laos-Loo |
| VEN Andrea Armada    | 38.00–38.90 | ECU Cristina Orbe    |
| COL Valentina Zapata | 39.60–38.20 | CAN Claudia Laos-Loo |
| COL Valentina Zapata | 39.90–38.10 | ECU Cristina Orbe    |
| VEN Andrea Armada    | 39.20–38.10 | CAN Claudia Laos-Loo |

#### Grupo B
| Pos. | Carateca            | V | D | Pts |
| ---- | ------------------- | - | - | --- |
| 1    | USA Sakura Kokumai  | 3 | 0 | 9   |
| 2    | BRA Nicole Yonamine | 2 | 1 | 6   |
| 3    | CHI Isidora Gallo   | 1 | 2 | 3   |
| 4    | DOM María Dimitrova | 0 | 3 | 0   |

|                     | Resultado   |                     |
| ------------------- | ----------- | ------------------- |
| BRA Nicole Yonamine | (WDR)       | DOM María Dimitrova |
| CHI Isidora Gallo   | 37.80–40.30 | USA Sakura Kokumai  |
| BRA Nicole Yonamine | 39.30–38.10 | CHI Isidora Gallo   |
| DOM María Dimitrova | (DNS)       | USA Sakura Kokumai  |
| DOM María Dimitrova | (DNS)       | CHI Isidora Gallo   |
| BRA Nicole Yonamine | 39.70–41.30 | USA Sakura Kokumai  |

### Fase final
As vencedoras de cada confronto definem as respectivas medalhas.
|  | Disputa pelo ouro    |                      |       |
|  |                      |                      |       |
|  | COL Valentina Zapata | COL Valentina Zapata | 39.40 |
|  | USA Sakura Kokumai   | USA Sakura Kokumai   | 41.10 |

|  | Disputa pelo bronze  |                      |       |
|  |                      |                      |       |
|  | CHI Isidora Gallo    | CHI Isidora Gallo    | 39.10 |
|  | CAN Claudia Laos-Loo | CAN Claudia Laos-Loo | 40.10 |

|  | Disputa pelo bronze |                     |       |
|  |                     |                     |       |
|  | VEN Andrea Armada   | VEN Andrea Armada   | 40.30 |
|  | BRA Nicole Yonamine | BRA Nicole Yonamine | 40.20 |